# Joe Cunningham (Tennisspieler)
Joseph Leverett „Joe“ Cunningham, Sr. (* 26. Februar 1867 in Aberdeen, Mississippi; † 27. Juli 1951 in Temple, Texas) war ein US-amerikanischer Tennisspieler.
Cunningham nahm 1904 an den Olympischen Sommerspielen in St. Louis teil. Im Herreneinzel unterlag er Wilfred Blatherwick in der zweiten Runde, nachdem er in der ersten Runde ein Freilos hatte. Im Doppel unterlag in der zweiten Runde Clarence Gamble und Arthur Wear. Sonst ist nichts über Cunningham bekannt.
Sein Name wurde zunächst falsch als James überliefert.